# Eagle Lake (Texas)
La ville américaine d’Eagle Lake est située dans le comté de Colorado, dans l’État du Texas. Lors du recensement de 2000, elle comptait 3 664 habitants.

## Source
- (en) Cet article est partiellement ou en totalité issu de l’article de Wikipédia en anglais intitulé « Eagle Lake, Texas » (voir la liste des auteurs).